# Нам Джухёк
Нам Джухёк (кор.남 주혁, род. 22 февраля 1994 года) — южнокорейский актёр и модель. Наиболее известен по ролям в телесериалах «Кто ты: Школа 2015» (2015), «Фея тяжёлой атлетики Ким Бок Чжу» (2016), «Невеста речного Бога» (2017).

## Биография
Нам Джухёк родился 22 февраля 1994 года в городе Пусан, Республика Корея. Рост 1,88. Является единственным ребёнком в семье.

## Карьера
В 2013 году Нам Джухёк дебютировал в качестве модели для весенне-летней коллекции SONGZIO Homme. В 2014 году появился в видеоклипах дуэта Akdong Musician, а затем дебютировал как актёр в сериале «Русалочка» во второстепенной роли.
В 2015 году снялся в дораме «Кто ты: Школа 2015».
В 2016 году сыграл роли второго плана в сериалах «Сыр в мышеловке» и «Алые сердца: Корё». В том же году исполнил главную роль в сериале «Фея тяжёлой атлетики Ким Бок Чу». В 2017 году снялся в романтической фэнтези-дораме «Невеста речного бога».
В 2018 году состоялся его дебют в большом кино в историческом фильме «Крепость Анси».
Ранее в 2018 году Сюзи и Нам Джухёк рассказали о том, что актерам предложили главные роли в новой дораме от MBC "Приди и обними меня".
Однако, 23 февраля Сюзи и Нам Джухёк решили отказаться от предложения. Согласно отчетам, Сюзи отказала режиссерам проекта первой, а Нам Джухёк принял свое решение вскоре после девушки.
Тем не менее в 2020 году 17 октября вышла дорама  «Стартап»  с участием Пэ Су Джи (Сюзи) и Нам Джухёка в главных ролях. «Стартап» получил наивысший на сегодняшний день рейтинг зрителей. По данным Nielsen Korea, дорама завоевала средние общенациональные рейтинги 4,3% и 5,0%, установив новый личный рекорд для шоу.

## Личная жизнь
Первая любовь была у актера в средней школе. Актер 3 года встречался с девушкой, чье имя не разглашает в прессе. О причинах разрыва Нам Джухёк тоже предпочитает не говорить.
24 апреля 2017 года агентство Нам Джухёка подтвердило, что он состоит в отношениях с моделью и актрисой Ли Сон Гён, с которой работал в дорамах «Сыр в мышеловке» и «Фея тяжёлой атлетики Ким Бок Чу». Но летом 18 августа 2017 года стало известно, что пара рассталась. Причина – слишком плотные рабочие графики, которые не оставили времени на отношения.

## Фильмография

### Дорамы
| Год  |   | Русское название                      | Оригинальное название   | Роль                 |
| ---- | - | ------------------------------------- | ----------------------- | -------------------- |
| 2014 | с | Русалочка                             | 잉여공주                | Пак Тэбак (Биг)      |
| 2015 | с | Кто ты: Школа 2015                    | 후아유: 2015            | Хан Иан              |
| 2015 | с | Блистательное обольщение              | 화려한 유혹             | Чин Хёну в молодости |
| 2016 | с | Сыр с мышеловке                       | 치즈 인 더 트랩         | Квон Ын Тхэк         |
| 2016 | с | Фея тяжёлой атлетики Ким Бок Чжу      | Bogungyosa Aneunyoung.  | Чон Джунхён          |
| 2016 | с | Лунные влюблённые — Алые сердца: Корё | 달의 연인 - 보보경심 려 | Бэка                 |
| 2017 | с | Невеста речного Бога                  | 하백의 신부             | Хабэк                |
| 2019 | с | Кофейные друзья                       | 커피프렌즈              |                      |
| 2019 | с | Свет в твоих глазах                   | The Light in Your Eyes  | Ли Джунха            |
| 2020 | с | Стартап                               | START-UP                | Нам Досан            |
| 2020 | с | Школьная медсестра Ан Ын Ён           | Bogungyosa Aneunyoung   | Хон Инпё             |
| 2022 | с | Двадцать пять, двадцать один          | Seumuldaseos Seumulhana | Пэк Иджин            |
| 2023 | с | Мститель                              | The vigilante           | Чу Ён                |

### Фильмы
| Год  |   | Русское название | Оригинальное название | Роль   |
| ---- | - | ---------------- | --------------------- | ------ |
| 2018 | ф | Крепость Анси    | 안시성                | Самуль |
| 2020 | ф | Жозе             | Josée (조제)          | Ён Сок |

### Музыкальные видео
| Год  | Песня       | Исполнитель          | Ссылка     |
| ---- | ----------- | -------------------- | ---------- |
| 2014 | «200%»      | Akdong Musician      | муз. видео |
| 2014 | «Give Love» | Akdong Musician      | муз. видео |
| 2015 | «Chocolate» | Каннам (feat. Сан И) | муз. видео |

## Награды и номинации
| Год  | Категория                                       | Награда            | Номинированная работа           | Результат | Ссылка |
| ---- | ----------------------------------------------- | ------------------ | ------------------------------- | --------- | ------ |
| 2015 | Лучший новый актёр (с Пён Ё Ханом)              | APAN Star Awards   | Кто ты: Школа 2015              | Победа    | [ 11 ] |
| 2015 | Награда за популярность, Актёр (с Пак По Гомом) | KBS Drama Awards   | Кто ты: Школа 2015              | Победа    | [ 12 ] |
| 2015 | Лучший новый актёр                              | KBS Drama Awards   | Кто ты: Школа 2015              | Номинация |        |
| 2015 | Лучший новый актёр                              | Korea Drama Awards | Кто ты: Школа 2015              | Номинация | [ 13 ] |
| 2016 | Лучший новый актёр (с Рю Чжу Ёлем)              | MBC Drama Awards   | Фея тяжёлой атлетики Ким Бок Чу | Победа    | [ 14 ] |
| 2016 | Лучшая пара (с Ли Сон Гён)                      | MBC Drama Awards   | Фея тяжёлой атлетики Ким Бок Чу | Номинация |        |
| 2016 | Награда за совершенство, Актёр мини-сериала     | MBC Drama Awards   | Фея тяжёлой атлетики Ким Бок Чу | Номинация |        |
| 2017 | Лучший новый актёр                              | Korea Drama Awards | Фея тяжёлой атлетики Ким Бок Чу | Победа    | [ 15 ] |
| 2017 | Восходящая звезда                               | DramaFever Awards  | Сыр в мышеловке                 | Победа    | [ 16 ] |